# Universität Altdorf
Die Universität Altdorf, auch Altdorfina oder Academia norica, war die Hochschule der Reichsstadt Nürnberg in Altdorf bei Nürnberg, die 1575 als Akademie eingeweiht und 1622 zur Universität erhoben wurde. 1809 wurde sie vom bayerischen König Maximilian I. aufgelöst.

## Geschichte

### Vorgeschichte

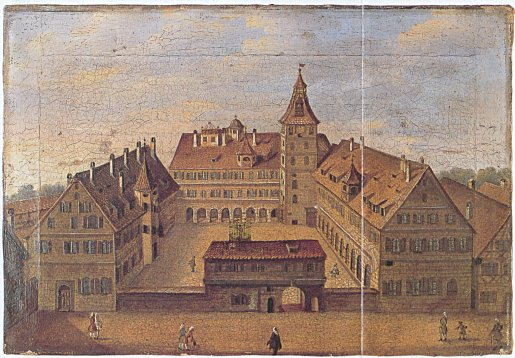
Die Nürnbergische Universität Altdorf (1714)

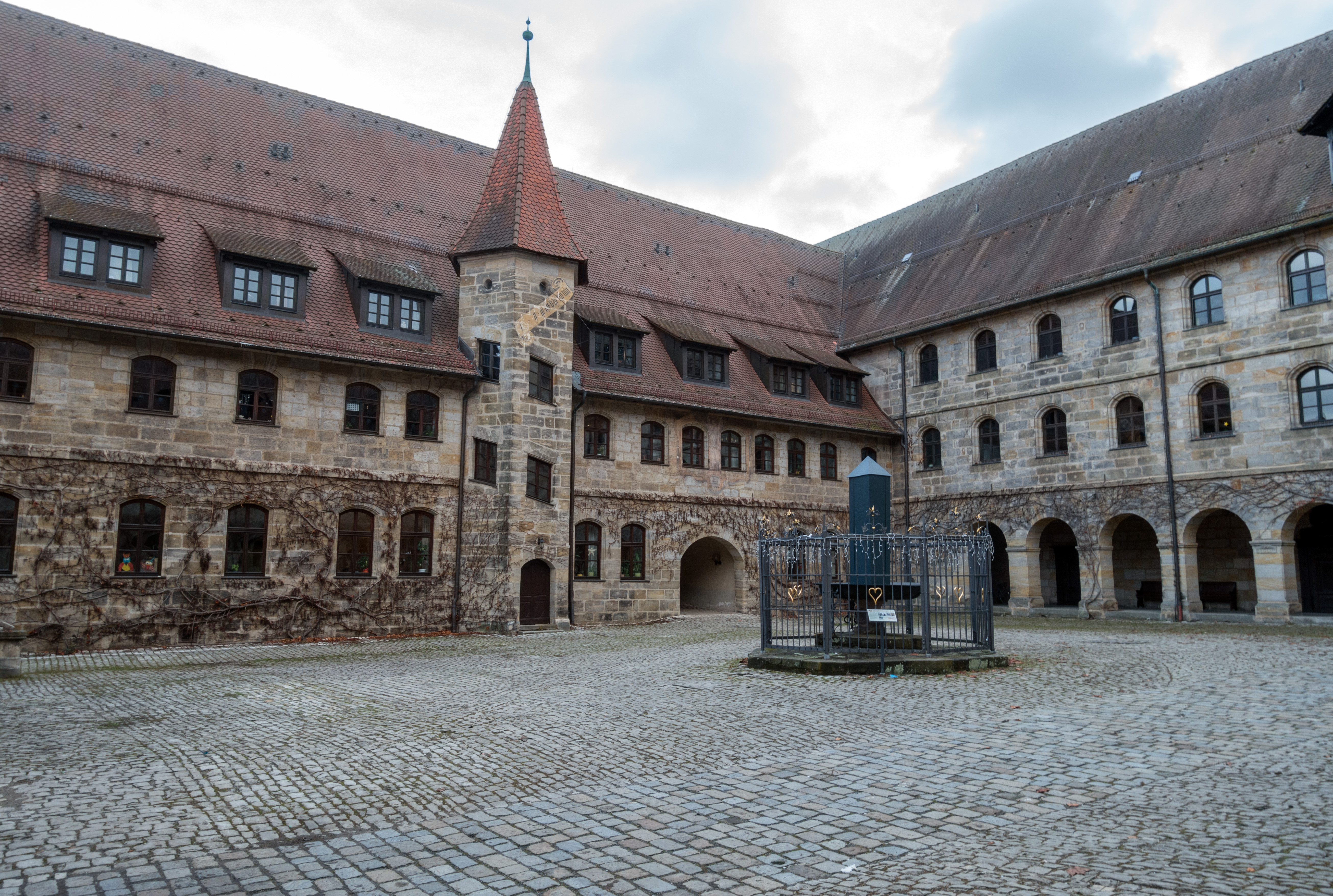
Außenansicht des Universitätsgebäudes (2020)

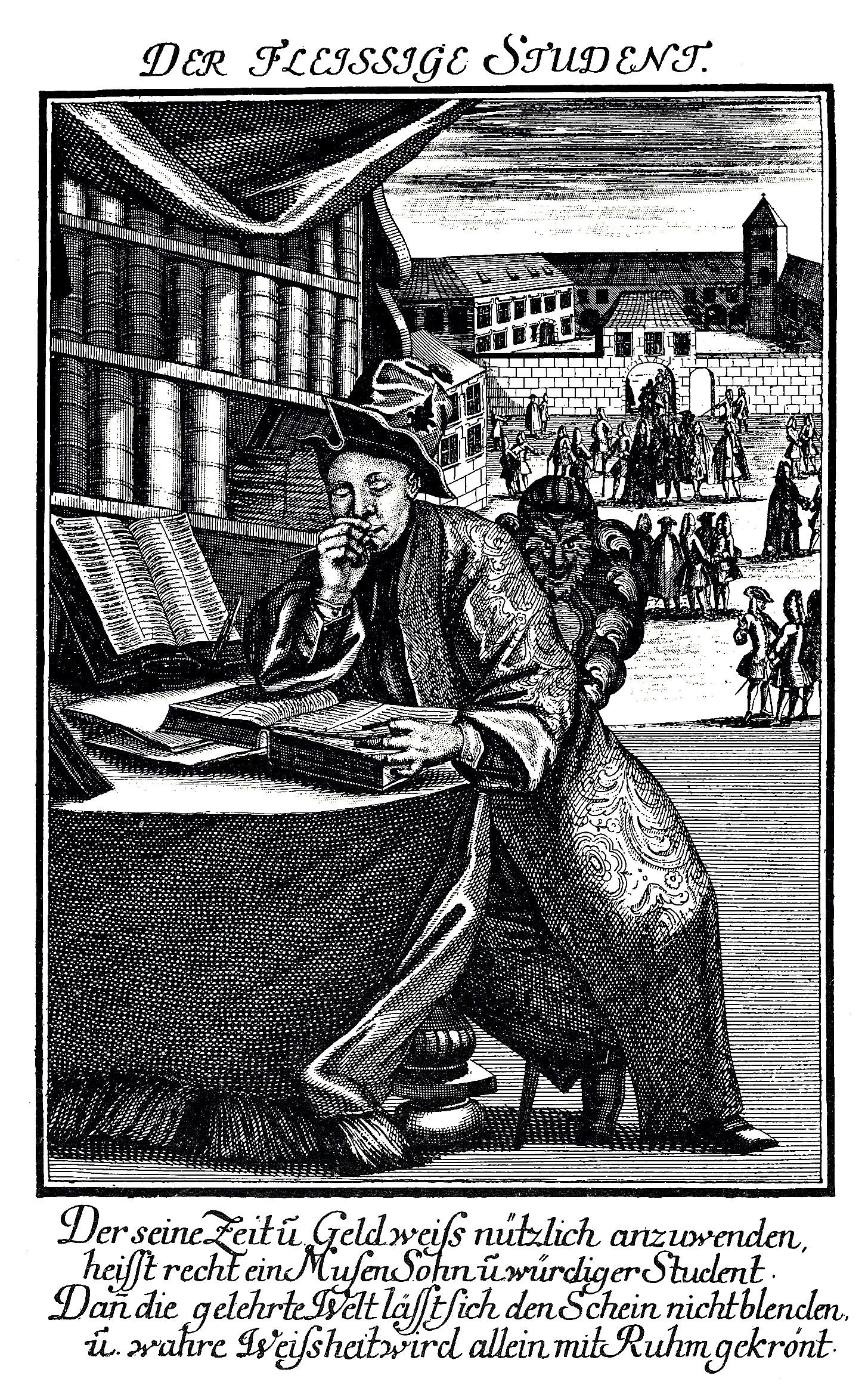
Johann Georg Puschner, Der fleißige Student, um 1725, im Hintergrund die charakteristische Architektur des Altdorfer Universitätsgebäudes mit Innenhof und Torhaus

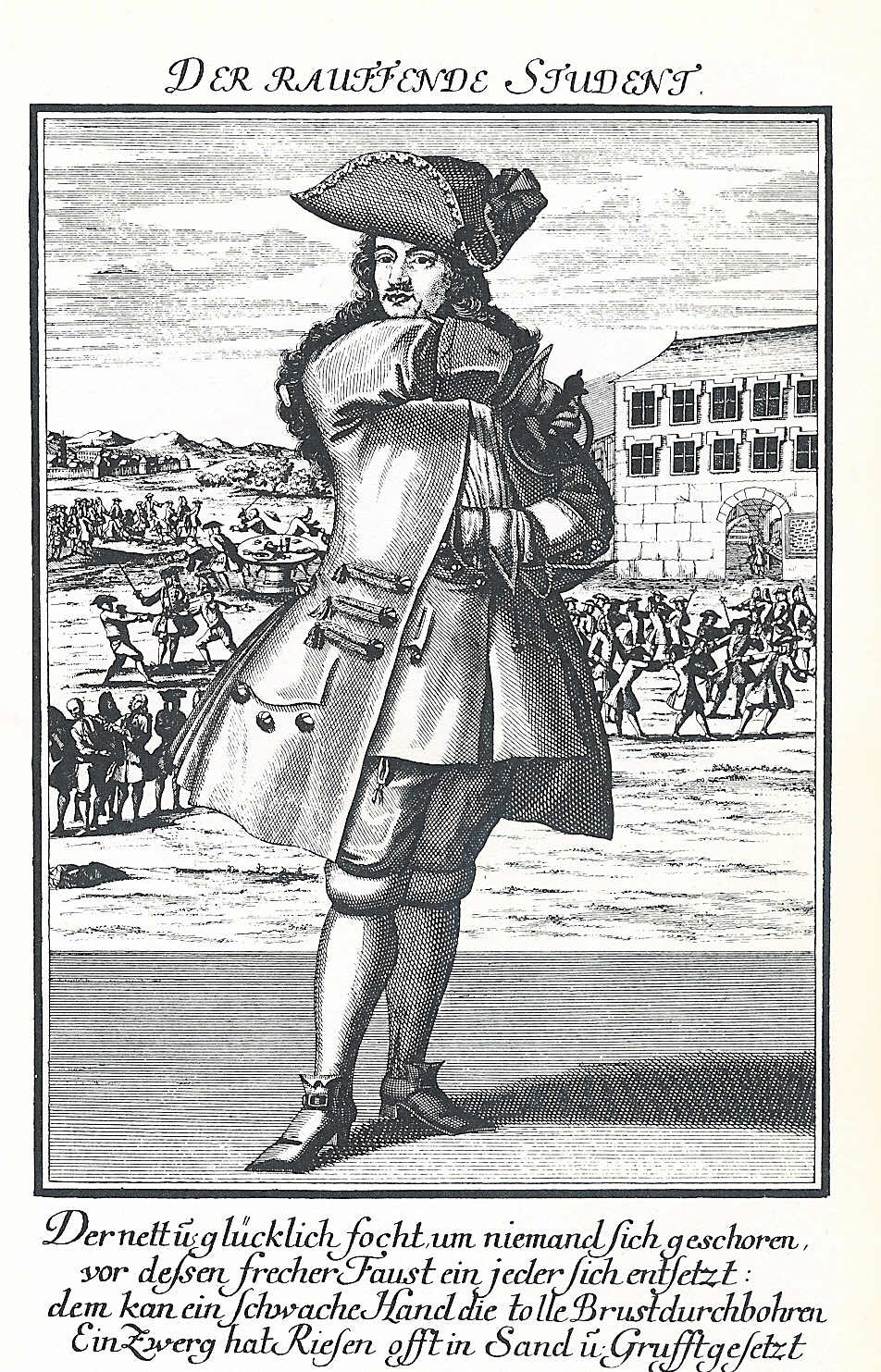
Johann Georg Puschner, Der rauffende Student, Kupferstich um 1725, im Hintergrund ist der Universitätsfechtboden von Altdorf zu erkennen

Im Mai 1526 wurde in Nürnberg unter Beteiligung einer Reihe bekannter Humanisten und Reformatoren, unter ihnen Philipp Melanchthon und Martin Luther, das Gymnasium St. Egidien gegründet, das jedoch nur neun Jahre Bestand hatte. Im 19. Jahrhundert wurde es in Nürnberg als Königliches Altes Gymnasium neu gegründet und 1933 in Melanchthon-Gymnasium umbenannt.
1565 gab Joachim Camerarius, der ehemalige Gründungsrektor des Gymnasiums St. Egidien, mit einem Schreiben an den Nürnberger Rat den Anstoß für einen neuen Gründungsversuch. Nach der Besichtigung mehrerer infrage kommender Standorte in der Nähe von Nürnberg entschied sich eine Delegation des Nürnberger Rats für Altdorf. Am 30. September 1571 erfolgte die Grundsteinlegung für das durch Spenden des wohlhabenden Nürnberger Patriziats finanzierte Kollegiengebäude; im Gegenzug erwarben die Spender ein Wohnrecht für ihre studierenden Söhne. Nach knapp vierjähriger Bauzeit fand am 29. Juni 1575 die feierliche Einweihung statt. Im Jahre 1582 wurde der durch Sebald Welser finanzierte Ostflügel mit dem größten Hörsaal, ein Jahr später das Torhaus mit einem Buchladen und der Wohnung des Pedells fertiggestellt. Die räumlichen Ausmaße des Gebäudekomplexes lassen vermuten, dass die Nürnberger schon früh über ein einfaches Gymnasium hinausdachten. So erreichte der Vertreter des Nürnberger Rates am kaiserlichen Hof in Prag schließlich die Erhebung zur Akademie. Im Jahre 1581 wurden an der nun nicht mehr nach Klassen, sondern nach Fakultäten gegliederten Einrichtung die ersten Magistertitel verliehen. Edo Hildericus war 1582 der erste Rektor der Akademie.

### Erhebung zur Universität und Dreißigjähriger Krieg
Da die Altdorfer Akademie florierte und sich eines großen Zustroms von Studenten erfreute, erhob sie Kaiser Ferdinand II. am 3. Oktober 1622 auf Drängen des Nürnberger Rates zur Universität. Im Gegenzug musste Nürnberg aus der Protestantischen Union ausscheiden und 25.000 Gulden Hilfsgelder an den Kaiser entrichten. Das offizielle Gründungsdatum wurde auf den 29. Juni 1623 gelegt, den Tag, an dem 1575 die Einweihung des ehemaligen Gymnasiums stattgefunden hatte. Die evangelische St. Laurentiuskirche wurde zur Universitätskirche ernannt. Dort wurden bis 1809 über 1100 junge protestantische Geistliche ordiniert. Acht Jahre nach der Universitätsgründung hatte der Dreißigjährige Krieg auch Altdorf erreicht, als Tillys Truppen im November 1631 Stadt und Universität besetzten und mit Plünderung drohten. Nach einer Zahlung von 1000 Reichstalern zogen die Truppen schließlich ab. Im Juni 1632 wurden Angehörige der Universität auf ihrem Weg von Nürnberg nach Altdorf von kroatischen Reitern überfallen. Der Universitätsrektor Georg Nößler musste als Arzt im Heer Wallensteins bleiben. Erst nach der Schlacht bei Lützen am 6. November 1632 konnte er nach Altdorf zurückkehren. Die Einschreibungen an der Universität erreichen in dieser Zeit ihren Tiefstand; Studenten und Professoren suchten Schutz im benachbarten Nürnberg.

### Blütezeit, Niedergang und Auflösung
Nach Kriegsende hatte die Universität Altdorf bis ins erste Viertel des 18. Jahrhunderts eine Zeit der Blüte und ständigen Erweiterung. 1650 wurde die Anatomie eingerichtet, 1657 die Sternwarte, 1682 das chemische Laboratorium. Das theologische Promotionsrecht erhielt Altdorf durch ein kaiserliches Privileg vom 10. Dezember 1696, nachdem ein Vorstoß der Stadt noch 1690 gescheitert war. Die Rangerhöhung zur Volluniversität wurde am akademischen Jahrtag 1697 feierlich verkündet.
Am 29. Juni 1723 wurde die Hundertjahrfeier mit großem Pomp gefeiert. Doch die jährlichen Neueinschreibungen gingen immer weiter zurück. Eine zur Verbesserung der Universität im Jahr 1729 eingesetzte Kommission mahnte eine höhere Disziplin bei Studenten und Professoren an und erwog erstmals eine Verlegung der Universität nach Nürnberg.  Die Studentenzahlen fielen nach 1740 deutlich ab und verringerten sich nach 1770 stetig weiter bis auf zeitweilig nur gut 20 Neuimmatrikulationen.
Mit der Übernahme Nürnbergs fiel 1806 auch die Reichsstädtische Universität Altdorf an das Königreich Bayern. Infolge der neu gegründeten bayerischen Landesuniversitäten musste an anderen Stellen gespart werden. Weil die finanziellen Mittel fehlten, wurde – wie schon 1803 die Universität Dillingen – auch die Altdorfina am 24. September 1809 von König Maximilian I. Joseph aufgelöst. Die Bestände der Bibliothek mitsamt den Bücherschränken gelangten auf Betreiben Friedrich Immanuel Niethammers in die Universitätsbibliothek Erlangen. 
Von 1824 bis 1924 bestand ein Schullehrer-Seminar. 1925 wurden im Seminargebäude durch den Landesverband für Innere Mission Einrichtungen für Körperbehinderte geschaffen.

## Die „Affäre Wallenstein“
Am 29. August 1599 schrieb sich der damals sechzehnjährige Albrecht von Waldstein, der Sohn eines protestantischen Gutsbesitzers und später unter dem Namen „Wallenstein“ berühmt gewordene Feldherr des Dreißigjährigen Krieges, in die Altdorfer Matrikel ein. Nur wenige Wochen später war er auch schon in den Skandal um die Ermordung von Wolff Fuchs, einem Fähnrich der Altdorfer Bürgerwehr, verwickelt, der kurz vor Weihnachten nach einem Streit von dem Studenten Johann Hartmann von Steinau erstochen wurde. Die Vorwürfe, die daraufhin gegenüber Wallenstein erhoben wurden, betrafen nicht allein seine Anwesenheit bei der Tat selbst, sondern auch, dass er in der kurtzen Zeit her, so er zu Altorff gewesen und studirn sollen, sich in mancherley weiß allerley unruhe und muetwillens unterstanden habe, wie ein Brief des Nürnberger Rats an den Rektor der Altdorfina vom 12. Januar 1600 bezeugt. Die Bestrafung fiel ungewöhnlich milde aus; Wallenstein wurde nur mit einem kurzen Hausarrest belegt. Wenig später, am 14. Januar, kam es zu einem weiteren Vorfall, als Wallenstein seinen Diener mit Peitschenhieben schwer misshandelte, weil dieser untätig aus dem Fenster auf den Markt hinausgeschaut hatte. Das daraufhin eingeleitete Verfahren endete damit, dass Wallenstein die Arztkosten für die Behandlung seines Dieners übernehmen und eine Strafe von 30 Gulden zahlen musste. Mitte März 1600 taucht sein Name zum letzten Mal in den Universitätsannalen auf. Wallenstein verschwand aus Altdorf und unternahm eine Grand Tour nach Frankreich und Italien, wo er sein Studium an den Universitäten in Padua und Bologna fortsetzte.

## Bedeutende Gelehrte
In Klammern ist jeweils das Jahr der Berufung nach Altdorf angegeben oder die Lebensdauer
- Edo Hildericus (1533–1599) 1582 der erste Rektor der Akademie und ab 1584 Professor für hebräische Sprache
- Obertus Giphanius (1534–1604), Rechtsprofessor (1583–1590)
- Johannes Praetorius oder Johann Richter (1537–1616), Mathematiker, Astronom und Techniker (1576)
- Johann Piccart (1540–1584), Professor für Katechetik
- Jakob Schopper (1545–1616), Professor der Theologie, Rektor
- Nicolaus Taurellus (1547–1606), Prof. für Rhetorik, Ethik und ab 1579 der Medizin und Physik und viermal Rektor
- Johannes Busereuth (1548–1610), Rechtsprofessor von 1580 bis 1592, 1586 Rektor
- Julius Konrad Otto (* 1562; † 1649 oder um 1655/56), ursprünglich Naphthali Margolith, 1603–1607 Professor für Hebräisch
- Michael Virdung (1575–1637), Professor für Beredsamkeit und Geschichte (1605)
- Aegidius Agricola (1578–1646), Jurist, promoviert 1609 in Basel, 1613 Professor der Jurisprudenz
- Konrad Rittershausen (1560–1613), deutscher Jurist (1591)
- Arnold Klapmeier (1574–1604), Staatsrechtler, Professor für Geschichte und Politik
- Michael Piccart (1574–1620), Professor der Logik, Poesie und Metaphysik, Rektor der Universität
- Johann Caspar Odontius (1580–1626), Astronom, Mathematiker und Kalendermacher, Professor für niedere Mathematik
- Christoph Crinesius (1584–1629), deutscher Orientalist und Hochschullehrer
- Hugo Donellus (1527–1591), Jurist (1588)
- Petrus Wesenbeck (1556–1603), Jurist (1592)
- Christoph Coler (um 1572–um 1651), Professor für Geschichte und Politik (1598–1600)
- Johann Weinmann (1599–1672), Professor der Theologie ab 1628 bis 1672
- Ernst Soner (1572–1612), Medizinprofessor, Professor der Naturheilkunde, Unitarier und (1607–1608) Rektor
- Daniel Schwenter (1585–1636), Mathematiker und Philosoph (1608)
- Georg Nößler (1591–1650), Mediziner (1618)
- Ludwig Jungermann (1572–1653), Botaniker (1625)
- Theodor Hackspan (1607–1659), Orientalist, Theologe und Hochschullehrer (1636)
- Jakob Pancraz Bruno (1629–1709), Anatom und Chirurg, Lehrstuhlinhaber bis 1709
- Abdias Trew (1597–1669), Mathematiker und Astronom (1636)
- Johann Conrad Dürr (1625–1677), Theologe und Moralphilosoph (1651, 1654)
- Johannes Saubert der Jüngere (1638–1688), Orientalist und lutherischer Theologe (1673)
- Heinrich Linck (1642–1696), Rechtswissenschaftler, ab 1674 Professor der Rechte, zweimal Rektor
- Moritz Hofmann (1621–1698), Mediziner (1648/49)
- Lukas Friedrich Reinhard (1623–1688), Professor der Theologie ab 1649, Rektor 1668/1669
- Johann Christoph Wagenseil (1633–1705), Historiker, Jurist und Orientalist (1667)
- Johann Christoph Sturm (1635–1703), Physiker und Mathematiker (1669)
- Magnus Daniel Omeis (1646–1708), Professor für Rhetorik, Poesie und Moral (1674), ab 1697 Präses des Pegnesischen Blumenordens
- Christian Gottlieb Schwarz (1675–1751), Professor für Rhetorik, Poesie und Moral, Präses des Pegnesischen Blumenordens
- Johann Moritz Hofmann (1653–1727), Mediziner, Lehrstühle für Anatomie, Chemie und Botanik (1677)
- Johann Jakob Baier (1677–1735), Mediziner, Historiker und Fossilienkundler (1704)
- Erhard Reusch (1678–1740), Philologe, Rechtswissenschaftler und Hochschullehrer, Privatdozent von 1715 bis 1723
- Georg Heinrich Linck (1692–1739), Professor der Rechte, zweimal Rektor der Hochschule
- Michael Kelsch (1693–1742), Mathematiker, Philosoph und Astronom, ab 1720 Dozent der Philosophie und Mathematik, ab 1731 Professor der Mathematik und Physik
- Gustav Georg Zeltner (1672–1738), Theologe (1706)
- Lorenz Heister (1683–1758), Mediziner und Botaniker, Lehrstuhlinhaber für Anatomie und Chirurgie (1710)
- Georg Friedrich Deinlein (1696–1757), Rechtswissenschaften und Philosophie, Privatdozent (1719), Professor (1730), Rektor
- Johann Heinrich Schulze (1687–1744), Mediziner, Philologe und Numismatiker (1720)
- Johann David Köhler (1684–1755), Bibliothekar und Numismatiker
- Christian Heinrich Freiesleben (1696–1741), deutscher Autor, Jurist und ab 1730 „Professor der Institutionen“
- Johann Heumann von Teutschenbrunn (1711–1760), ordentlicher Professor für Rechtswissenschaften (1744)
- Johann Augustin Dietelmair (1746–1785), Theologie-Professor und fünfmaliger Rektor
- Georg Wilhelm Sigismund Beigel (1753–1837), Diplomat, Bibliothekar, Naturforscher und Mathematiker
- Johann Christian Siebenkees (1753–1841), Rechtswissenschaftler (1776), achtmal Dekan der Juristischen Fakultät, fünfmal Rektor der Universität
- Konrad Mannert (1756–1834), Historiker und Geograph (1778, 1797)
- Julius Friedrich von Malblanc (1752–1828), Rechtswissenschaftler (1779), 1785 Rektor der Universität
- Georg Andreas Will (1727–1798), Historiker und Philosoph (1757), Mitglied des Pegnesischen Blumenordens
- Wolfgang Jäger (1734–1795), Philologe und Historiker, ab 1773 außerordentlicher Professor der abendländischen Sprachen, 1786 ordentlicher Professor und zudem Professor der Poesie sowie ab 1788 außerdem Professor der Beredsamkeit
- Christoph David Anton Martini (1761–1815), evangelischer Theologe, von 1807 bis 1809 Professor der Theologie
- Johann Philipp Siebenkees (1759–1796), außerplanmäßiger Professor für Philosophie (1791), ordentlicher Professor für Sprachen (1795)
- Jacob Friedrich Georg Emmrich (1766–1839), Jurist, 1802 Rektor der Universität
- Gottlob Wilhelm Meyer (1768–1816), Professor der Theologie von 1804 bis 1813

## Bedeutende Studenten
- Michael Piccart (1574–1620), Philosoph, Philologe und Historiker
- Melchior Goldast von Haiminsfeld (1578–1635), Schweizer Altphilologe, wurde 1597 promoviert
- Aegidius Agricola (1578–1646), Jurist, promoviert 1609 in Basel
- Johann Caspar Odontius (1580–1626), Astronom, Mathematiker und Kalendermacher
- Albrecht von Waldstein, genannt Wallenstein (1583–1634), späterer kaiserlicher General, war Student von 1599 bis 1600
- Christoph Schindler (1596–1669), deutscher Jurist und Geistlicher
- Johann Hering (1599–1658), Jurist und Oldenburgischer Staatsmann
- Georg Achatz Heher (1601–1667), Jurist, Diplomat und Kanzler
- Andreas Goldmayer (1602–1665), Mathematiker, Astronom und Kalendermacher
- Johann Michael Dilherr (1604–1669), Professor für Beredsamkeit, für Geschichte und Poesie und für Theologie, stand in enger Verbindung zum Pegnesischen Blumenorden
- Theodor Hackspan (1607–1659), Orientalist, Theologe und Hochschullehrer
- Georg Philipp Harsdörffer (1607–1658), 1623 bis 1626 immatrikuliert, gründete 1644 den Pegnesischen Blumenorden
- Lukas Friedrich Reinhard (1623–1688), lutherischer Theologe
- Johann Conrad Dürr (1625–1677), Theologe und Hochschullehrer
- Christoph Peller von und zu Schoppershof (1630–1711), Jurist und Diplomat, Prokanzler der Universität
- Wolfgang Gundling (1637–1689), lutherischer Theologe
- Johann Pachelbel (1653–1706), deutscher Komponist und Organist
- Johann Adam Schertzer (1628–1683), deutscher lutherischer Theologe und Hochschullehrer
- Gottfried Wilhelm Leibniz (1646–1716), Philosoph und Wissenschaftler, Mathematiker, Diplomat, Rechtsgelehrter, Physiker, Historiker und Doktor des weltlichen und des Kirchenrechts, wurde 1666 promoviert
- Heinrich Arnold Stockfleth (1643–1708), studierte Theologie, 1666 Magister, 1668 Dichter im Pegnesischen Blumenorden
- Johann Michael Lang (1664–1731), Theologe, Geistlicher und Hochschullehrer
- Hermann Dietrich Meibom (1671–1745), Jurist, Historiker und Hochschullehrer
- Wilhelm Ludwig von Maskowsky (1675–1731), Staatsmann
- Erhard Reusch (1678–1740), Philologe, Rechtswissenschaftler und Hochschullehrer, Magister 1704
- Polycarp Müller (1685–1747), evangelischer Bischof, Rhetoriker und Philosoph
- Georg Christoph Munz (1691–1768), Geistlicher, Gymnasiallehrer und Kirchenlieddichter
- Michael Kulenkamp (1678–1743), 1702 Promotion zum Lizenziaten beider Rechte
- Johann Georg Volckamer (1616–1693), 1643 Promotion, 1646 elftes Mitglied des Pegnesischen Blumenordens
- Johann Alexander Döderlein (1675–1745), ab 1693
- Jacob Paul von Gundling (1673–1731), Historiker (1695)
- Georg Heinrich Linck (1692–1739), Rechtswissenschaftler und Hochschullehrer
- Michael Kelsch (1693–1742), studierte 1713/1714 und von 1717 bis 1720
- Nikolaus Hieronymus Gundling (1671–1729), studierte Theologie und Philosophie, später Prorektor in Halle
- Christoph Fürer von Haimendorf (1663–1732), Präses des Pegnesischen Blumenordens von 1709 bis 1732
- Christoph Jacob Trew (1695–1769), Arzt und Botaniker von 1711 bis 1712
- Johann Georg Schelhorn (1694–1773), deutscher Theologe studierte von 1714 bis 1716 in Altdorf
- Karl Christian Hirsch (1704–1754), Kirchenhistoriker und Geistlicher
- Johann Carl König (1705–1753), Rechtswissenschaftler und Hochschullehrer, studierte 1724 bis 1726, 1736 Promotion
- Christoph Friedrich Geiger (1712–1767), Jurist und Hochschullehrer der Universität Marburg
- Johann Heinrich Bocris (1713–1776), Rechtswissenschaftler und Hochschullehrer
- Nicolaus Schwebel (1713–1773), Philologe, Dichter und Pädagoge
- Christoph August Reichel (1715–1774), Kirchenlieddichter, Geistlicher und Gymnasiallehrer
- Andreas Rehberger (1716–1769), Geistlicher und Kirchenlieddichter
- Andreas Würfel (1718–1769), Geistlicher und Historiker
- Johann Gottlieb Schäffer (1720–1795), Arzt und Naturforscher
- Erhard Andreas Frommann (1722–1774), Abt von Kloster Berge und Generalsuperintendent des Herzogtums Magdeburg
- Johann Christoph Gatterer (1727–1799), Historiker, Professor an der Universität Göttingen, war Student ab 1747
- Wolfgang Jäger (1734–1795), Philologe und Historiker, studierte dort von 1752 bis 1758
- Johann Georg Schlosser (1739–1799), Jurist, Historiker und Staatsmann
- Johann Friedrich Bauder (1741–1831), Jurist und Beamter
- Jacob Christian Gottlieb von Schäffer (1752–1826), deutscher Arzt
- Johann Christian Siebenkees (1753–1841), Rechtswissenschaftler, Dichter und Hochschullehrer
- Johann Karl Osterhausen (1765–1839), Mediziner
- Gerhard Adam Neuhofer (1773–1816), Schriftsteller
- Johann Simon Erhardt (1776–1829), Philosoph und Hochschullehrer
- Johann Gottfried Pahl (1768–1839), ab 1784 protestantischer Theologie, 1807 wurde Pahl Ehrenmitglied des Pegnesischen Blumenordens

## Nachklang

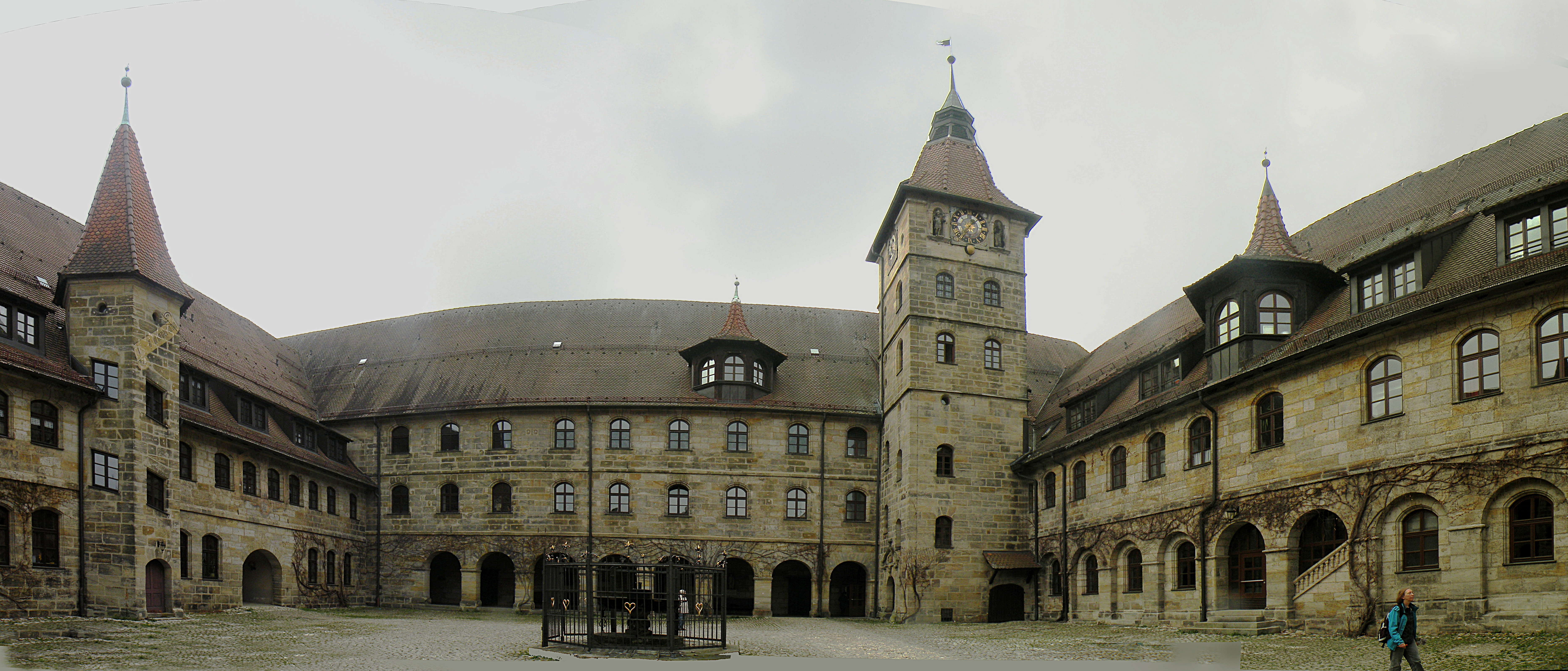
Ehemalige Universität Altdorf im Jahr 2014, Turmuhr von Isaak Habrecht, im Hof der Springbrunnen mit der Figur der Pallas Athene von Georg Labenwolf

Das 1575 im Renaissance-Stil erbaute Universitätsgebäude ist heute Teil des Wichernhauses, eines Internates für Körperbehinderte und Altersheim. Die dortigen Gebäude sind als typische Hochschulanlage als Baudenkmal geschützt und ist ein anschauliches Zeugnis deutscher Hochschulgeschichte, da sie weitgehend unverändert im Zustand des 18. Jahrhunderts erhalten blieben (wie ansonsten nur noch die ebenfalls aufgelassene Universität Helmstedt).
Die Evangelisch-lutherische Stadtpfarrkirche Sankt Laurentius war die frühere Universitätskirche und ist ebenfalls als Baudenkmal geschützt.
Zur Erinnerung an Wallensteins Studienzeit finden in Altdorf in regelmäßigem Abstand die sogenannten „Wallensteinfestspiele“ statt, bei denen über 600 Bürger Altdorfs in historischen Kostümen Szenen aus dem Studentenleben zu Beginn des 17. Jahrhunderts nachspielen. Das nächste Festspieljahr ist 2025.
Weniger als hundert Meter neben dem Universitätsgebäude befindet sich heute in den Räumen der alten Universitätsdruckerei ein Universitätsmuseum.
Seit September 2002 setzt sich die Initiative „Internationales Netzwerk Universität Altdorf“ (INUA) für eine Wiederbelebung der Universität Altdorf ein.

## Literatur

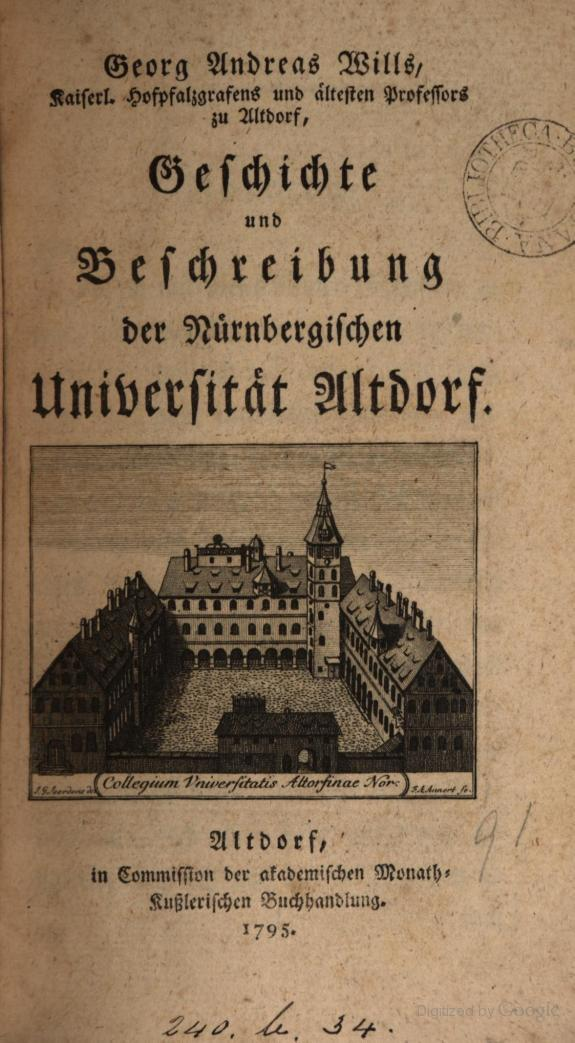
Wills, Geschichte und Beschreibung der Nürnbergischen Universität Altdorf, Altdorf 1795.